# St. Clara (Berlin)
Die katholische St.-Clara-Kirche im Berliner Ortsteil Neukölln des Bezirks Neukölln, eine Hallenkirche in geschlossener Eckbebauung, steht unter Denkmalschutz.

## Geschichte
Im Jahr 1837 gab es im Rixdorf 20 katholische Familien. Zum Gottesdienst musste man zur Hedwigskirche gehen, zunächst die einzige katholische Kirche in Alt-Berlin und Umgebung, später dann auch zur Sankt-Michael-Kirche. Da dies sehr beschwerlich war, entstand in der heutigen Karl-Marx-Straße in einer Wohnung eines Hinterhauses die „erste Zimmerkapelle“, um darin Wortgottesdienste abzuhalten.
Diese Kapelle reichte bald nicht mehr aus, so wurde 1848 ein größeres Zimmer im Nebenhaus als zweite Kapelle angemietet. 1860 wurde die Miete für dieses Zimmer auf 30 Taler erhöht, was sich die Gemeinde nicht mehr leisten konnte. Glücklicherweise wurde der Gemeinde in einem Haus eine Wohnung für Gottesdienste und später auch für den Schulunterricht angeboten. Somit erhielt die Gemeinde ihre „dritte Zimmerkapelle“. 1876 mussten die Rixdorfer auf Drängen der Schulbehörde ein größeres Zimmer suchen. In einer leer stehenden Tischlerwerkstatt fanden bis 1881 nun Unterricht und Gottesdienste statt.
1880 wurde das Grundstück in der heutigen Briesestraße 15 für 9000 Mark erworben. Im gleichen Jahr, am 12. November 1880, war die Grundsteinlegung für eine Kapelle mit 150 Plätzen, am 18. September 1881 die Weihe. Einmal im Monat kam ein Geistlicher aus St. Michael und feierte Heilige Messe, an den übrigen Sonntagen wurden Wortgottesdienste abgehalten. Wegen der ständigen Zunahme der katholischen Bevölkerung wurde bald eine größere Kirche benötigt, deren Baukosten ohne Inneneinrichtung 125.000 Mark (kaufkraftbereinigt in heutiger Währung: rund 1.080.000 Euro) betrugen. Baubeginn war im März 1895.
Während die Umfassungsmauern des neuen Kirchenbaus um sie herum errichtet wurden, blieb die Kapelle zunächst noch stehen und wurde weiterhin genutzt. Erst als sich dieses Arrangement Ende des Jahres 1895 als nicht mehr zweckmäßig erwies, kam es zu Räumung und Abbruch der Kapelle. Die Gottesdienste der Gemeinde fanden bis zur Fertigstellung der St.-Clara-Kirche dann in der Friedhofskapelle in der Hermannstraße statt.
Am 11. Juni 1873 wurde die Kirchengemeinde St. Clara von St. Michael ausgegliedert, am 13. Januar 1894 wurde St. Clara eigenständige Pfarrei. Um 1900 platzte die Pfarrei aus allen Nähten, erst die Fertigstellung der St.-Eduard-Kirche schuf Entlastung. Auf Grund der finanziellen Situation im Erzbistum Berlin verlor St. Eduard ihren Status als Pfarrei, den sie seit dem 1. Dezember 1924 hatte, und fusionierte am 1. Mai 2004 mit St. Clara.

## Baubeschreibung
Die Hallenkirche ist ein Mauerwerksbau, der mit roten Ziegeln verblendet ist. Die Fassade ist durch Gesimse und zwei Strebepfeiler gegliedert. Der Giebel ist nicht in voller Breite ausgebildet, da er in den Kirchturm einschneidet. An der Außenwand des Langhauses befinden sich ebenfalls Strebepfeiler, zwischen denen, in jedem Jochabschnitt zwei Spitzbogenfenster mit darüberliegender Fensterrose enthalten sind. Die ursprünglichen von Fritz Schaefler gestalteten Fenster wurden im Zweiten Weltkrieg zerstört. Über dem Portal weist ein Mosaik darauf hin, dass die St.-Clara-Kirche zugleich auch als Rosenkranzkirche geweiht wurde.
Das Kirchenschiff bietet Platz für etwa 1200 Personen, davon können ca. 300 sitzen. Die zweischiffige symmetrische Halle hat ein Kreuzrippengewölbe, das auf vier schlanken Säulen im Mittelgang und auf Konsolen an den Wänden ruht. Der Altarraum mit herzmuschelförmiger Apsis ist seitlich durch zwei Kapellenräume begrenzt. An der Wand des Kirchenschiffs zur Hofseite befindet sich ein Seiteneingang. Die Beichtstühle wurden in Wandnischen eingelassen, um in den schmalen Seitengängen mehr Platz für die Gottesdienstbesucher zu haben. Hinter dem Portal liegt der Kirchenvorraum, durch zwei Arkadenbögen vom Kirchenschiff abgegrenzt, seit März 1980 mit Glastüren versehen. Rechts neben dem Kirchenvorraum befindet sich die Marienkapelle mit einem verschließbaren Gitter zum Kirchenschiff, links die zum Kirchenschiff offene Taufkapelle. Über dem Vorraum und den beiden Kapellen erhebt sich die Empore für die Orgel.

## Turm

### Gestaltung
Die Kirche nimmt das Eckgrundstück so ein, dass der Turm als Teil der Giebelwand den Eckpunkt markiert. Über den doppelten Öffnungen in Form von Segmentbögen für die Glockenstube wächst ein achteckiger Helm heraus, den an der Basis vier kleine Seitentürmchen umgeben. Über die Spitze des Turms ragt ein Kreuz mit Wetterhahn sieben Meter empor.

### Glocken
Am 1. Juli 1917 wurden die bronzenen Kirchenglocken für Rüstungszwecke beschlagnahmt. Neue Bronzeglocken wurden am 3. Dezember 1924 geweiht. Zwei mussten im Zweiten Weltkrieg erneut abgegeben werden. Am 30. Juni 1954 fand die Glockenweihe der zwei gestifteten neuen Glocken statt.
| Gießer                          | Gießjahr | Material  | Schlagton | Gewicht (kg) | Durchmesser (cm) | Höhe (cm) | Inschrift                    |
| ------------------------------- | -------- | --------- | --------- | ------------ | ---------------- | --------- | ---------------------------- |
| Glockengießerei Gebrüder Ulrich | 1924     | Bronze    | a'        | 490          | 093              | 078       | ST. CLARA, ORA PRO NOBIS!    |
| Bochumer Verein                 | 1954     | Gussstahl | e'        | 940          | 135              | 120       | REGINA PACIS + ORA PRO NOBIS |
| Bochumer Verein                 | 1954     | Gussstahl | g'        | 730          | 110              | 094       | ST. JOSEF + ORA PRO NOBIS    |

## Ausstattung

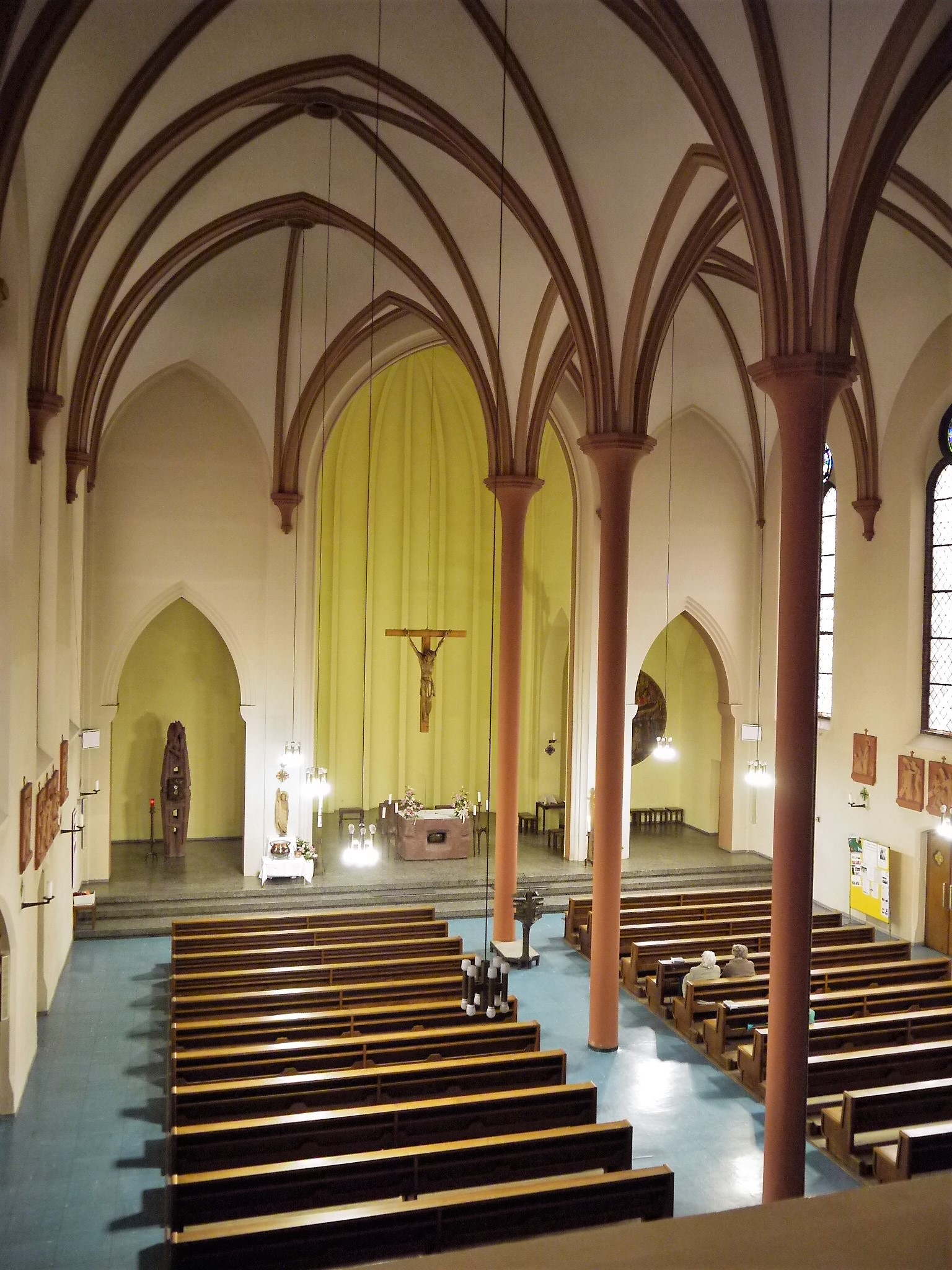
Innenraum

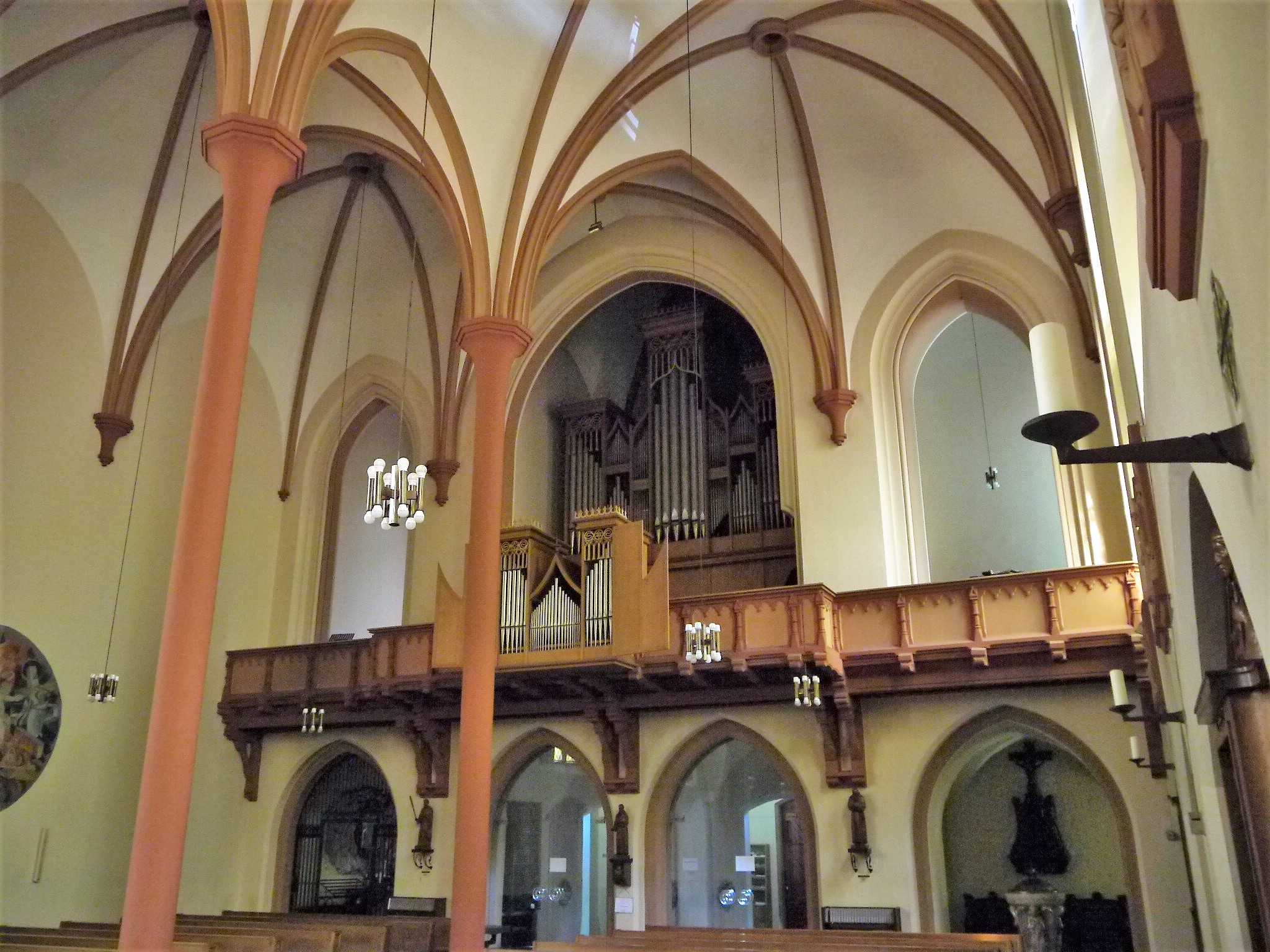
Blick zur Orgel

Das noch fehlende Kirchengestühl wurde 1901 angeschafft. Ende 1929 begann eine Umgestaltung der Kirche. Es entstand die Apsis in Muschelform, der Hochaltar, der noch aus der alten Kapelle stammte, wurde entfernt und ein neuer eingebaut. Die Seitenaltäre wurden vorgezogen und die Mittelsäulen durch schmalere als die bisherigen ersetzt. Ferner wurde eine Sakristei angebaut. Nachdem die Umgestaltung der Kirche beendet war, fand am 22. April 1930 die Konsekration der Kirche durch den ersten Bischof von Berlin, Christian Schreiber statt.
Ende 1936 wurden drei holzgeschnitzte Statuen der Heiligen Judas Thaddäus, Antonius und Konrad von Parzham gestiftet. Sie wurden auf Konsolen platziert, die an den Arkadenbögen unterhalb der Orgelempore angebracht wurden. 1940 wurde der Hochaltar verändert. 1941 wurde ein neues Kirchengestühl angeschafft. In der Mitte der Taufkapelle ist das am 8. Dezember 1940 geweihte Taufbecken aus Marmor aufgestellt, die Kuppa ist aus Messing. An der Wand hinter dem Taufstein hat eine Kreuzigungsgruppe von Albin Moroder ihren Platz gefunden, darunter eine dreisitzige hölzerne Bank aus der St.-Hedwigs-Kathedrale.
In der Marienkapelle steht ein Altar aus grauem Granit, in den ein bronzener, mit einem Bergkristall geschmückter Tabernakel eingelassen ist. Darüber befindet sich eine Ikone mit einem Marienbildnis.
Entsprechend der Liturgiereform des Zweiten Vatikanischen Konzils wurde der Altarraum 1968 neu gestaltet. Dabei verschwanden der Altar an der Wand der Apsis mit allem Zubehör und die Kommunionbank, wodurch Altar- und Gemeindebereich nicht mehr so stark voneinander getrennt sind. Paul Brandenburg schuf eine Mensa, den Priestersitz dahinter und die kleine Kredenz an der Epistelseite aus rötlichem Tuff, ebenso den Altar und die Monstranz. Der Altar hat die Form eines alttestamentlichen Opfertischs, in den an der Vorderseite ein Schrein aus Bronze eingelassen ist, in dem sich Reliquien der heiligen Clara befinden.
Paul Brandenburg schuf 1981 einen bronzenen Ambo. Da die Säulen im Mittelgang den freien Blick in den Altarraum behindern, ist der Ambo vor die erste Säule (vom Altarraum aus gezählt) im Kirchenschiff gestellt worden. Des Weiteren wurde ein neuer Ständer für das Ewige Licht angeschafft. Auf der Kredenz steht heute eine Statue der Muttergottes eines Grödener Holzbildhauers. Zwei dreifüßige Bronzeleuchter und das über dem Altar hängende Kruzifix markieren den Altarraum. Die zwei Meter hohe, ebenfalls aus rotem Tuff gefertigte Stele in der Gestalt eines brennenden Dornbuschs, in die ein bronzener, mit zwei großen Bergkristallen geschmückter Tabernakel eingelassen ist, wurde in der linken Seitennische aufgestellt.
An den Wänden hängen Reliefs mit den Stationen des Kreuzweges, ferner zwei runde von Paul Corazolla geschaffene Bildteppiche, auf dem einen sind Stationen des Glaubens im Leben der heiligen Clara dargestellt, auf dem anderen die biblischen Lebensstationen der Muttergottes.

## Orgel

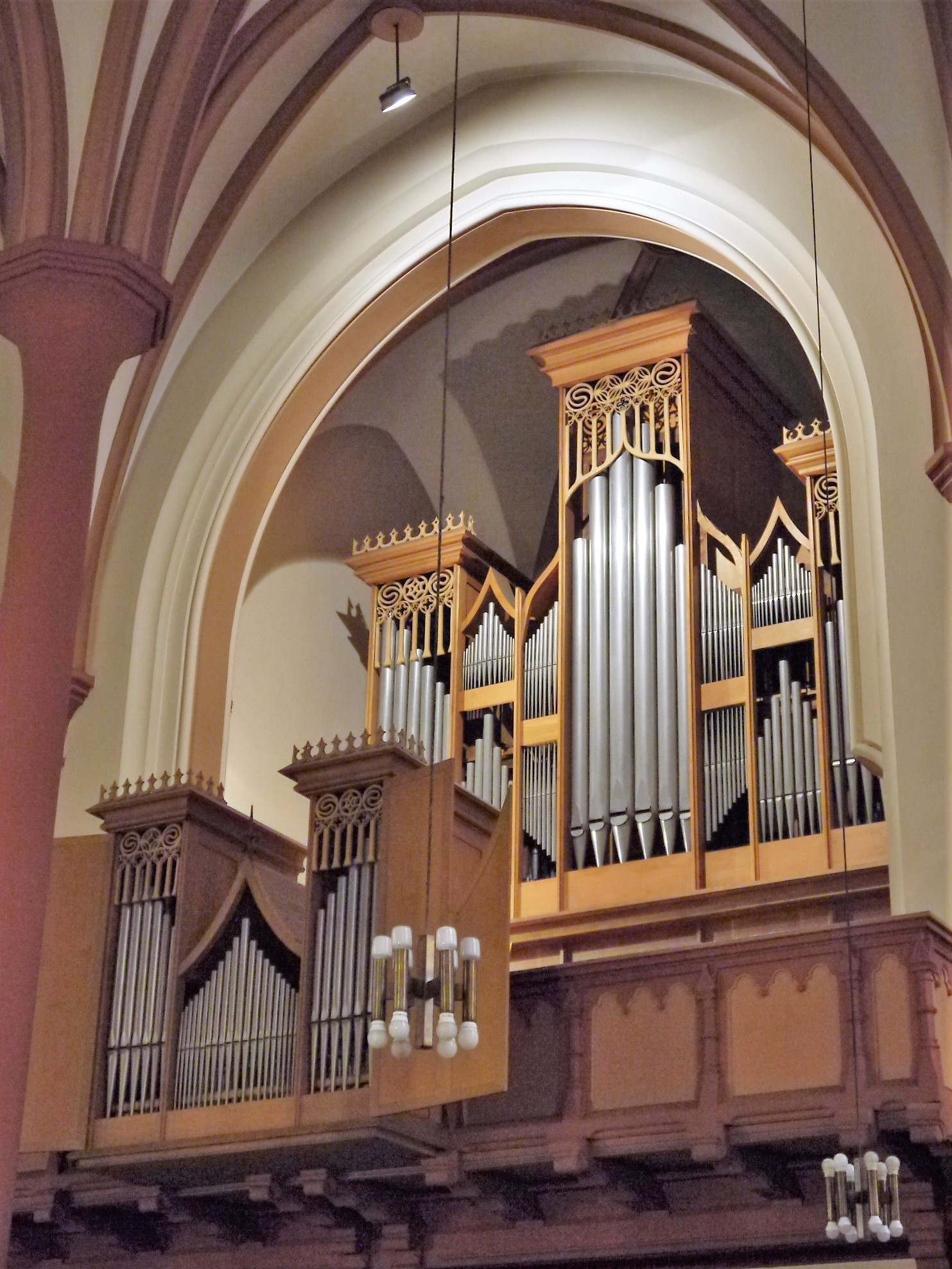
Orgel

Im Jahr 1901 wurde eine Orgel angeschafft, gebaut von der Firma Sauer. 1922 baute die Firma G. F. Steinmeyer & Co. die Orgel um, erneut 1930. Am 17. Dezember 1939 wurde eine neue Orgel eingeweiht, die von Anton Feith aus Paderborn hergestellt wurde. Die heutige Orgel stammt aus der Werkstatt der Firma Späth und wurde am 26. September 1981 geweiht. Sie umfasst 44 klingende Register, verteilt auf drei Manuale und Pedal.